# بدمینتون در المپیک تابستانی ۱۹۷۲

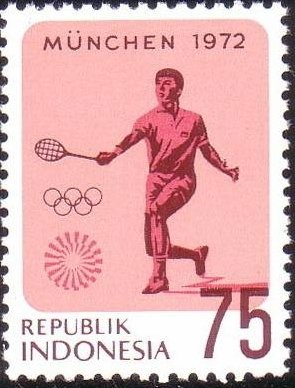
تمبر اندونزی - 1972 - کول نکت 257434 - المپیک مونیخ - بدمینتون

بدمینتون در بازی‌های المپیک تابستان  ۱۹۷۲ نام رویداد ورزش بدمینتون در بازی‌های المپیک تابستانی بود که در سال ۱۹۷۲ برگزار شد.